# Hessen-Nassau
La Província de Hessen-Nassau (en alemany Provinz Hessen-Nassau) va ser una província del regne de Prússia i de l'Estat Lliure de Prússia des del 1816 fins al 1944.

## Història
Hessen-Nassau va ser creada a conseqüència de la Guerra Austro-Prussiana de 1866, amb una unió dels antics territoris de l'Electorat de Hessen, el Ducat de Nassau i la Ciutat Lliure de Frankfurt, àrees guanyades del Regne de Baviera i del Gran Ducat de Hessen.. Aquestes regions es van combinar per formar la nova província el 1868 amb la seva capital a Kassel i es van dividir en dues regions administratives (Regierungsbezirke): Kassel i Wiesbaden.
L'1 d'abril de 1929, l'Estat Lliure de Waldeck va passar a formar part de Hessen-Nassau, després d'una consulta popular, i va passar a formar part de la regió administrativa de Kassel.
El 1935, el govern nazi va abolir (de facto) tots els estats, de manera que les províncies tenien poca importància. El 1944, Hessen-Nassau es va dividir en les províncies de Kurhessen (capital a Kassel) i Nassau (capital de Wiesbaden). El 1945, després del final de la Segona Guerra Mundial, aquestes dues províncies es van fusionar i van combinar amb el veí Estat Popular de Hessen per formar la part nord i occidental de l'estat de Hessen recentment fundat. Parts de Nassau també es van traslladar a Renània-Palatinat.